# 奧羅拉 (堪薩斯州)
奧羅拉（英語：Aurora）是一個位於美國堪薩斯州克勞德縣的城市。

## 地方資料
根據2020年美國人口普查的數據，奧羅拉的面積為0.26平方千米，當中陸地面積為0.26平方千米，而水域面積為0.00平方千米。當地共有人口56人，而人口密度為每平方千米215.38人。